# 爨谷
爨谷（?—?），三國末年晉朝初年爨氏首领，是建宁郡同乐县（今云南省陆良县）人。
264年九月十四日，魏元帝诏令命吕兴为安南将军、都督交州诸军事，南中监军霍弋兼任交州刺史，可以便宜选用官吏。霍弋表荐爨谷为交趾郡太守，讓爨谷率牙门将董元、毛炅、孟幹、孟通、爨能、李松、王素等人統軍助吕兴。未至，吕兴就被屬下功曹李统所杀。不久爨谷也死去，晋武帝命马融（原蜀将马忠之子）代为交趾太守。